# Elisa Sartori
Elisa Sartori est une autrice, illustratrice et street artiste née en 1990 à Crémone en Italie. Elle vit et travaille à Bruxelles depuis 2012.
Elle est diplômée en illustration de l’Académie Royale des Beaux-Arts de Bruxelles.
Elle remporte en 2021 le prix de la première œuvre en littérature de jeunesse de la Fédération Wallonie-Bruxelles pour Je connais peu de mot, un leporello publié par CotCotCot éditions.

## Parcours artistique

### Formation
Elisa Sartori a étudié à l’Académie des Beaux-Arts de Venise et à l’Académie royale des Beaux-Arts de Bruxelles (ArBA-Esa) au sein de l’atelier d’illustration d’Anne Quévy et Bruno Goosse. Elle a obtenu un diplôme de master en didactique, puis entrepris une carrière d’enseignante d’art en école secondaire à Bruxelles.

### Le street art avec 10ème Arte
En 2015, Elisa Sartori fonde le collectif de street art 10ème Arte avec l’autrice-illustratrice Almudena Pano. Elles réalisent notamment un projet d’art urbain pour la ville de Mons en 2020 et une fresque dans le cadre du Picture Festival à Bruxelles en 2021,.
En 2023, le collectif 10ème Arte publie son premier ouvrage : une collaboration avec la poétesse Lisette Lombé s’intitulant À hauteur d’enfant publiée dans la collection « Les Carnets » des éditions CotCotCot.

### Œuvre littéraire pour la jeunesse
En 2019, Elisa Sartori publie son premier ouvrage pour la jeunesse, Mon extraordinaire histoire de famille aux éditions du Trésor. Il est suivi en 2021 par Je connais peu de mots, un leporello sur l’acquisition d’une nouvelle langue qui remporte le prix de la première œuvre en littérature de jeunesse de la Fédération Wallonie-Bruxelles et fait l’objet d’une exposition itinérante.
En 2022, elle publie une plaquette intitulée À tous les livres non-lus, éditée par la Fédération Wallonie-Bruxelles et diffusée gratuitement dans le cadre de l’opération La fureur de lire. Ce texte aborde le rapport qu'entretient l'autrice, dyslexique depuis l'enfance, au livre et à la lecture. Il est illustré par des photographies retravaillées graphiquement prenant pour modèle la danseuse professionnelle Bianca Zueneli.
En 2023, Elisa Sartori signe le texte de l’album Les polis Topilins illustré par Nina Neuray et publié aux éditions Thierry Magnier.

## Œuvres